# Sacrosanctum Concilium
La constitució Sacrosanctum Concilium sobre la sagrada litúrgia és una de les quatre constitucions conciliars emanades del Concili Vaticà II. Va ser aprovada per l'assemblea de bisbes amb un vot de 2,147 a 4, essent promulgada pel papa Pau VI el 4 de desembre de 1963. L'objectiu principal d'aquesta constitució va ser augmentar la participació dels laics en la litúrgia de l'Església catòlica i, al seu torn, dur a terme l'actualització de la mateixa.

## Història del text
Ja en la consulta que la Secretaria d'Estat va fer, de part del papa, a tots els bisbes sobre temes a tractar durant el concili, 1461 de les respostes tractaven el tema de la litúrgia i 42 específicament dels sagraments.
Tot aquest material va ser lliurat a la comissió preparatòria sobre la litúrgia, presidida pel cardenal Gaetano Cicognani i composta per 25 membres i 37 consultors. El treball es va subdividir en 13 subcomissions que van elaborar una proposta d'esquema de 132 pàgines que es va dir De sacra liturgia. El text, a més de les reformes proposades, contenia un fonament bíblic i patrístic que ho feia especialment ric.
El 22 d'octubre de 1962, el text (que ja havia estat lliurat amb anterioritat als pares conciliars) va ser presentat pel secretari de la nova comissió litúrgica, el P. Ferdinando Antonelli. El text va rebre 360 propostes per escrit i la discussió en aula es va perllongar durant 15 sessions de la congregació general. Els temes més debatuts van ser els de la llengua a emprar en la litúrgia, la possibilitat d'implantar les concelebracions, la comunió sota dues espècies i la reforma de la litúrgia de les hores.
El 14 de novembre es va fer una votació explorativa. L'esquema va obtenir 2162 vots positius i 46 en contra. Per tant, la comissió litúrgica va començar a treballar per introduir les esmenes requerides, treball que va continuar durant el període entre la primera i la segona sessió conciliar.

## Precedents a Catalunya
El moviment de reforma litúrgica té a Catalunya un precedent històric. Es tracta del Primer Congrés Litúrgic de Montserrat, celebrat al monestir de Montserrat entre el 5 i el 10 de juliol de 1915, i que significà l'eclosió de Lluís Carreras i Mas com una de les figures més importants a Catalunya en la primera meitat del segle XX en l'àmbit de reforma litúrgica.